# شون رويال
شون رويال (بالإنجليزية: Sean Royal)‏ هو مصارع محترف أمريكي، ولد في 1 فبراير 1961 في تامبا في الولايات المتحدة.

## وصلات خارجية
- شون رويال على موقع IMDb (الإنجليزية)
- شون رويال على موقع قاعدة بيانات الفيلم (الإنجليزية)